# Teleport Pro
Teleport Pro — программа с закрытым исходным кодом для Microsoft Windows, позволяющая скачивать сайты целиком, либо просматривать их на предмет определённых файлов.

## Возможности программы
Согласно данным официального сайта, программа обладает следующими возможностями (версия 1.72):
- Интеграция в веб-браузеры Internet Explorer, Opera.
- Многопоточная закачка, способная намного повысить скорость закачки файлов.
- Поддержка нескольких режимов скачивания:
  - Полная копия («зеркало») сайта, с сохранением структуры каталогов.
  - Копия сайта для просмотра офлайн.
  - Скачивание отдельных файлов.
- При скачивании можно задать маску файлов, которые нужно исключить либо наоборот включить в список (например, все картинки, или все архивы).
- Выбор глубины прохода по сайту, либо ограничения по доменному имени.
- По умолчанию ссылки между страницами сайта заменяются на локальные ссылки.
- Замена исключённых из скачивания ссылок реальными URL, местом на диске, куда они должны были сохраниться, либо сообщением об отсутствии — по выбору пользователя.
- Скачивание по расписанию.
- Ограничение массового скачивания (для предотвращения бана на сайте).

## Аналогичные программы
Программами для MS Windows, обладающими схожими функциями, являются Offline Explorer, HTTrack, Wget.